# Kungsvägen, Gullringen

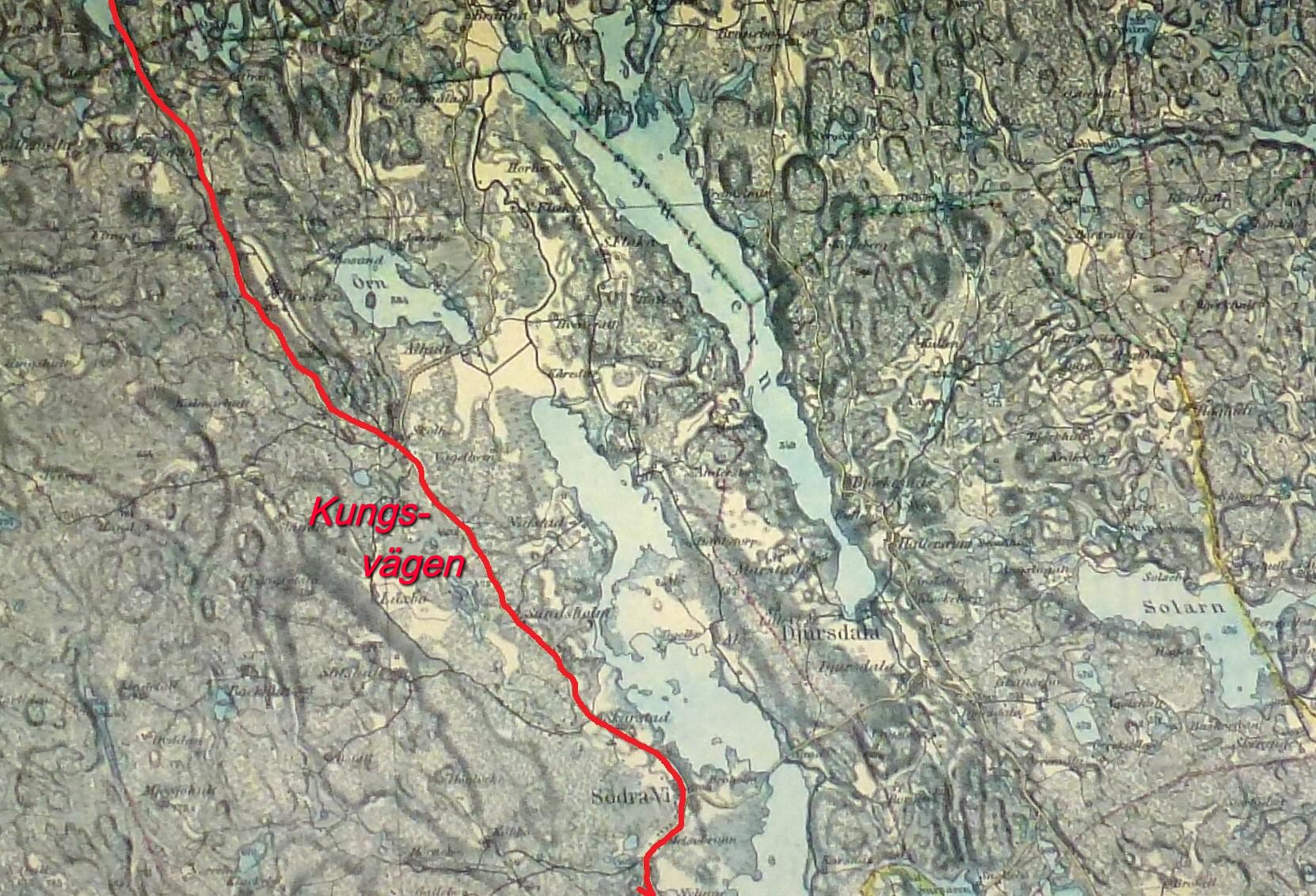
Del av Generalstabskartan från 1885, "Kungsvägen" är markerad med rött.

Kungsvägen var en historisk färdväg mellan Stockholm och Kalmar. Kungsvägen är även namnet på en lokalgata i tätorten Gullringen som utgör en del av den gamla vägen.

## Beskrivning
Kungsvägen räknas till en av Sveriges äldsta färdvägar. På den har kungar och andra prominenta personer rest mellan Stockholm och Kalmar. Delar av den gamla vägen finns bevarad vid Gullringen i Vimmerby kommun. Enligt folktron härrör ortsnamnet "Gullringen" från den guldring som en prinsessa lär ha tappat när hon färdades på Kungsvägen när hon var på väg till Ålhult. En annan legend berättar att Carl Fredrik Pechlin, dåvarande ägare till Ålhults herrgård, en gång vid midsommartid färdades på Kungsvägen med släde på gnistrande medar och fyra hästar i spann ända till Stockholm. 
När vägen moderniserades på 1870-talet ändrades sträckningen bara några 100-tals meter och när Östra Centralbanan anlades 1902 följde den ungefär samma sträckning som Kungsvägen. Idag är vägen ytterligare moderniserad och uträtad och är en del av riksväg 23/34.

## Bilder

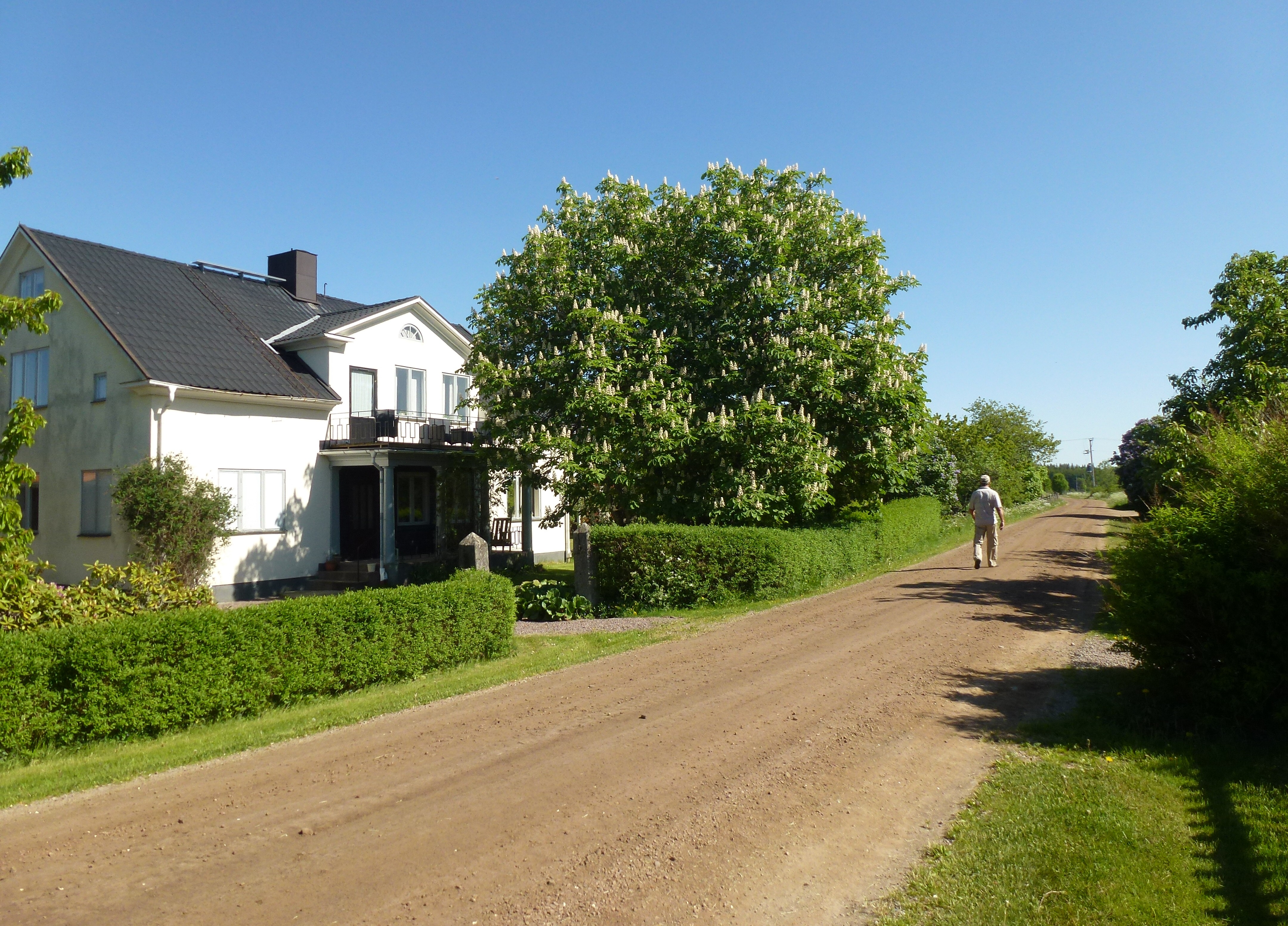
Kungsvägen vid Örsåsa
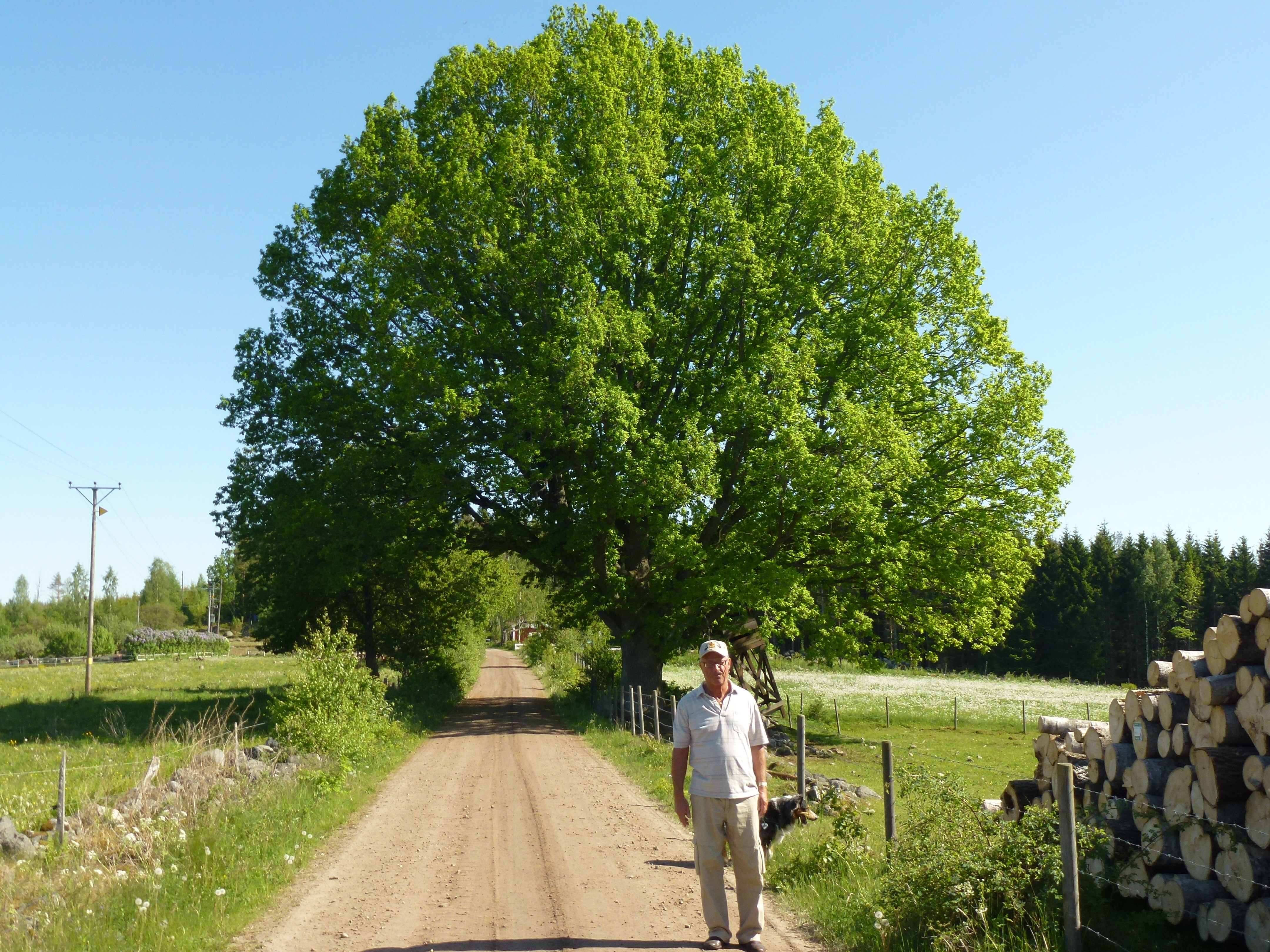
Kungsvägen vid Örsåsa
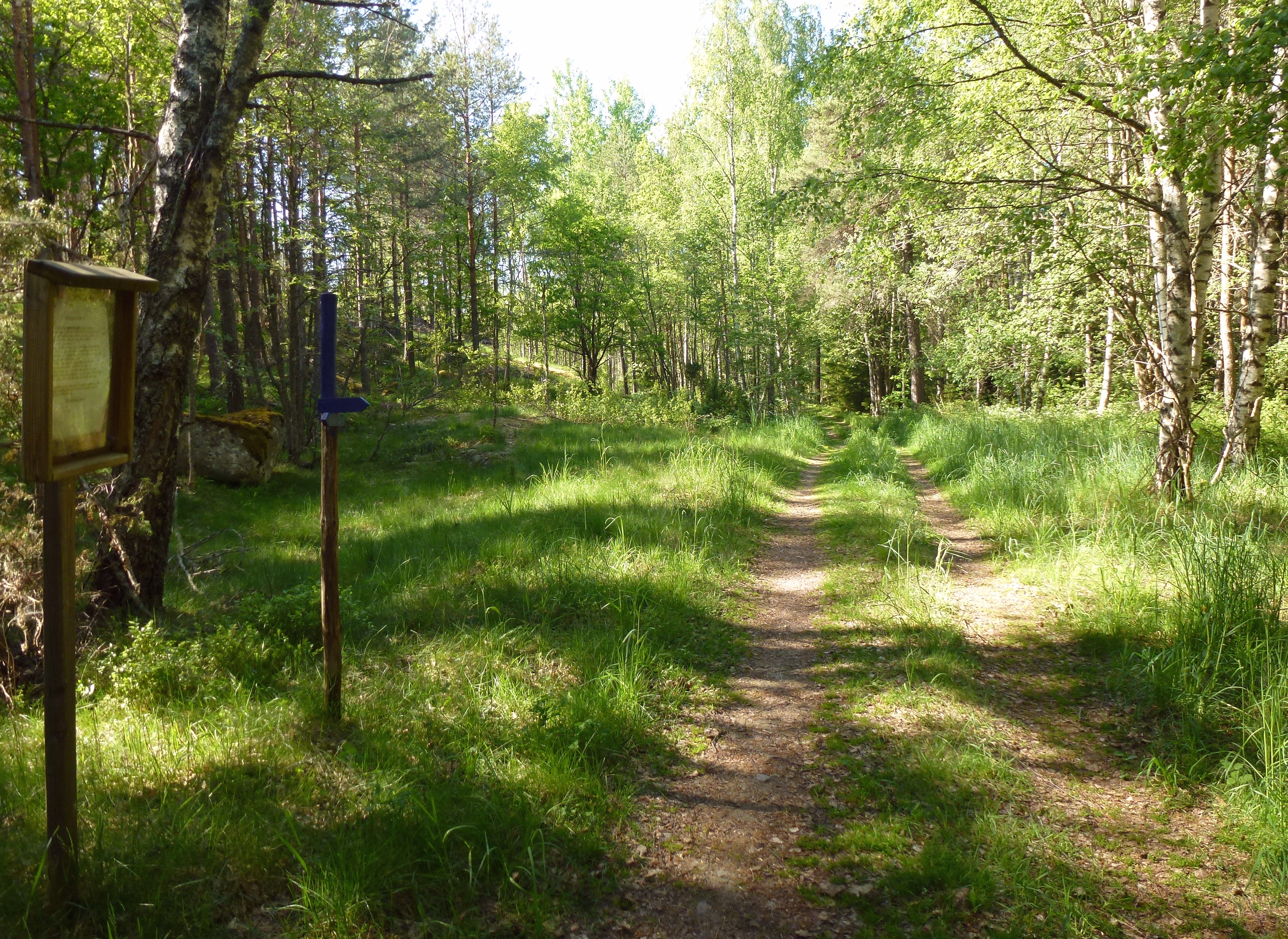
Kungsvägen, en del av vandringsleden "Sme-åna"
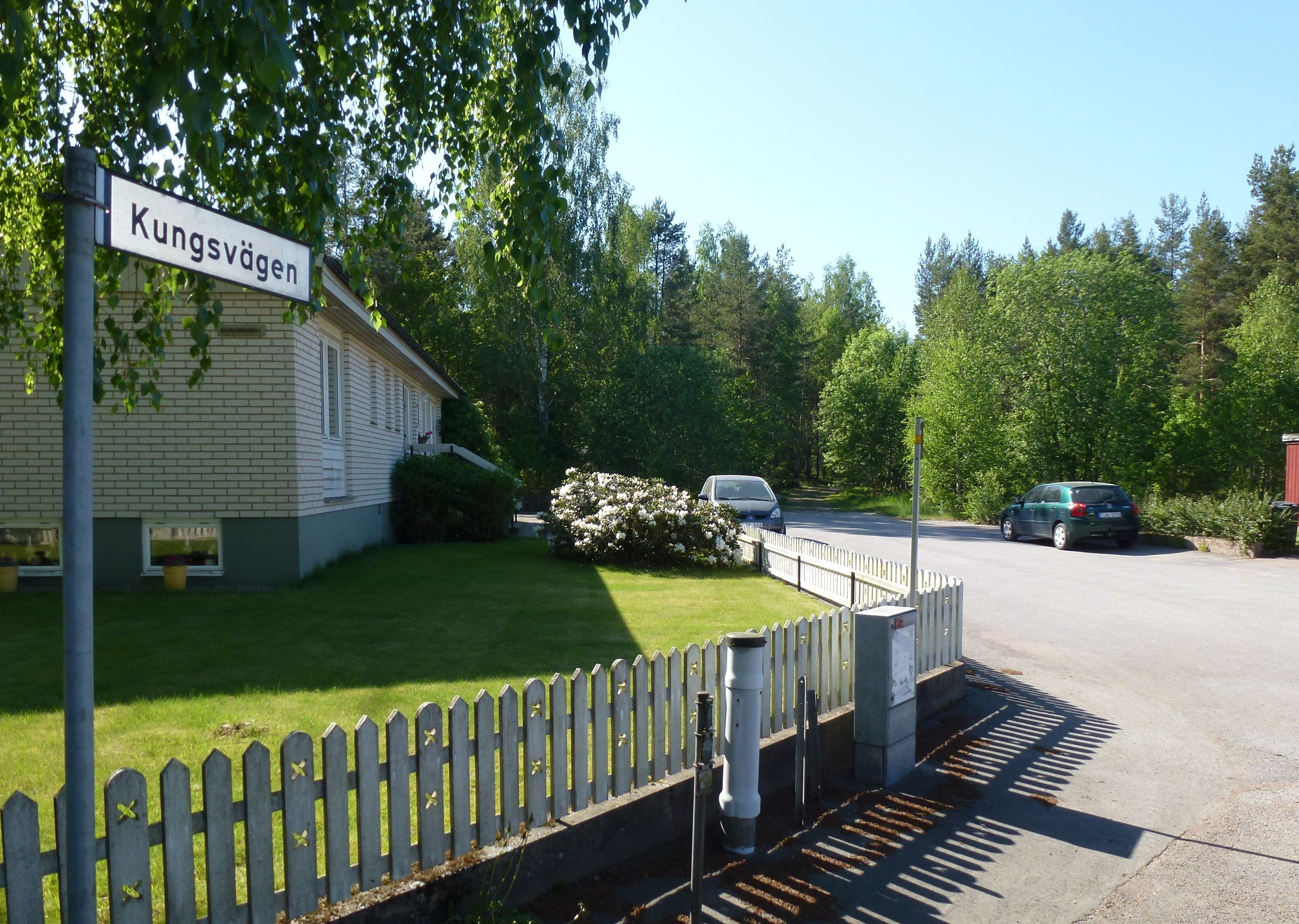
Kungsvägen, en lokalgata i Gullringen